# ريجيليو ياكوبس
ريجيليو ياكوبس (بالهولندية: Regilio Jacobs)‏ هو لاعب كرة قدم هولندي، ولد في 12 أغسطس 1987 في Oss town ‏ في هولندا. لعب مع توب أوس.